# NGC 5379
NGC 5379 је спирална галаксија у сазвежђу Велики медвед која се налази на NGC листи објеката дубоког неба.
Деклинација објекта је + 59° 44' 36" а ректасцензија 13h 55m 34,4s. Привидна величина (магнитуда) објекта NGC 5379 износи 13,0 а фотографска магнитуда 13,9. NGC 5379 је још познат и под ознакама UGC 8860, MCG 10-20-49, CGCG 295-26, PGC 49508.